# Nancy Mérienne

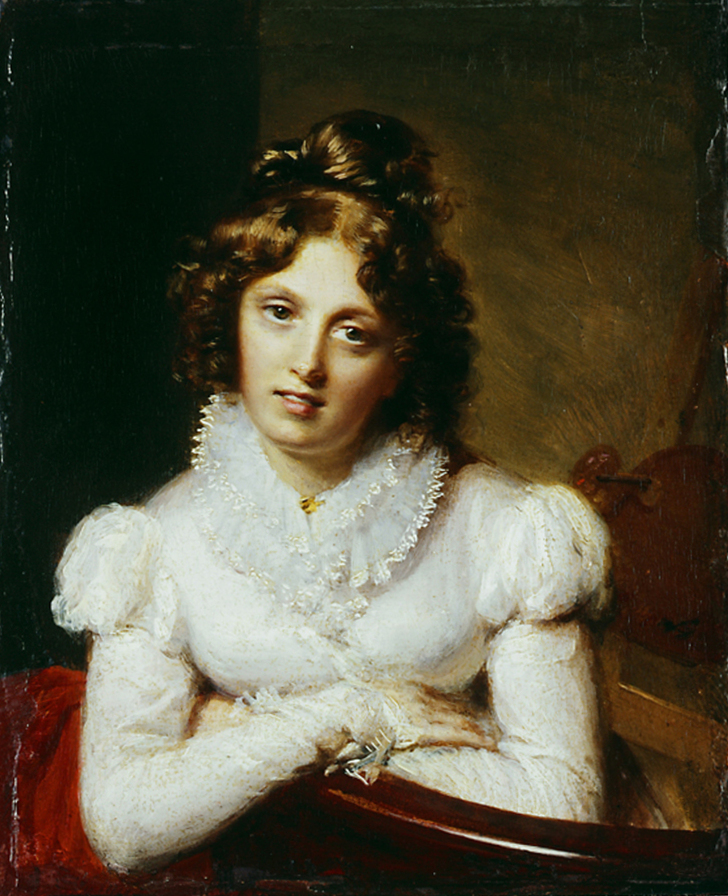
Nancy Mérienne

Nancy Mérienne (* 1792 oder 1793; † 6. Oktober 1860 in Plainpalais (heute Gemeinde Genf); heimatberechtigt ebenda) war eine Schweizer Malerin aus dem Kanton Genf.

## Leben
Nancy Mérienne war eine Tochter von Jean-Pierre Mérienne und Suzanne Elisabeth Aimée Soiron. Mérienne war eine Schülerin von Firmin Massot. Sie hob sich in ihrer Malweise aber stärker von Massots Stil ab als Amélie Munier-Romilly. Sie schuf Porträts in Öl, vor allem aber in Bleistift und Estompe, Aquarell und Pastell sowie Miniaturen. Mérienne reiste viel in Frankreich sowie der Schweiz und besuchte London. Nachdem sie von Genfer Patriziern in die französische Gesellschaft eingeführt worden war, schuf sie in Marseille mehrere Porträts von George Sand. Sie zeichnete den jungen Franz Liszt anlässlich seines Aufenthalts in Genf im Jahr 1836. Mérienne arbeitete auch für den russischen Adel und erstellte ein Porträt des Zaren Alexander II.